# Augusto Epifânio da Silva Dias
Augusto Epifânio da Silva Dias (* 7. April 1841 in Lissabon; † 30. November 1916 ebenda) war ein portugiesischer Altphilologe, Romanist und Grammatiker.

## Leben und Werk
Dias war ab 1864 Gymnasiallehrer für Portugiesisch, zuerst in Santarém, von 1867 bis 1881 in Porto, dann in Lissabon. 1896 wechselte er auf eine Professur für Latein und Griechisch an der Universität Lissabon (Curso Superior de Letras, Vorläufer der 1911 gegründeten Faculdade de letras; Emeritierung 1913).
In Lissabon ist eine Straße nach ihm benannt.

## Schriften (Auswahl)
- Grammatica practica da lingua portugueza, Porto 1870 (gilt als erste wissenschaftliche Grammatik des Portugiesischen)
- (Übersetzer) Johan Nicolai Madvig, Grammatica latina para uso das escholas, Porto 1872
- (Hrsg.) Obras de Cristovão Falcão, Porto 1893
- (Hrsg.) Duarte Pacheco Pereira, Esmeraldo de situ orbis, Lissabon 1905, 1975
- (Hrsg.) Os Lusíadas de Luís de Camões, Porto 1910, 1916, 1972
- Syntaxe Historica Portuguesa, Lissabon 1918, 5. Auflage 1970 (postum)